# Condado de Jeff Davis (Georgia)
El condado de Jeff Davis (en inglés, Jeff Davis County) es una subdivisión administrativa del estado de Georgia, Estados Unidos. Según el censo de 2020, tiene una población de 14 779 habitantes.
La sede del condado es Hazlehurst.

## Geografía
Según la Oficina del Censo, el condado tiene un área total de 869 km², de la cual 857 km² es tierra y 12 km² son agua.

### Condados adyacentes
- Condado de Wheeler (norte)
- Condado de Montgomery (norte-noreste)
- Condado de Toombs (noreste)
- Condado de Appling (este)
- Condado de Bacon (sureste)
- Condado de Coffee (suroeste)
- Condado de Telfair (noroeste)

## Demografía
Según el censo de 2000, los ingresos medios de los hogares en el condado eran de $27 310 y los ingresos medios de las familias eran de $30 930. Los hombres tenían unos ingresos medios de $26 261 y las mujeres, de $20 095. La renta per cápita del condado era de $13 780. Alrededor del 19.40% de la población estaba por debajo del umbral de pobreza.
De acuerdo con la estimación 2015-2019 de la Oficina del Censo, los ingresos medios de los hogares en el condado son de $36 669 y los ingresos medios de las familias son de $43 130. Los ingresos per cápita en los últimos doce meses, medidos en dólares de 2019, son de $17,833. Alrededor del 22.0% de la población está por debajo del umbral de pobreza.

## Transporte

### Principales carreteras
- U.S. Route 23
- U.S. Route 221
- U.S. Route 341
- Ruta Estatal de Georgia 19
- Ruta Estatal de Georgia 27
- Ruta Estatal de Georgia 107
- Ruta Estatal de Georgia 268

## Localidades
- Denton
- Hazlehurst
- Satilla